# ラドゥ3世
ラドゥ3世（Radu III 、1437年/1439年 - 1475年）、通称・美男公（cel frumos）は、15世紀のワラキア公国の公（ 1462年 - 1473年、1473年 - 1474年、1474年 、1474年 - 1475年）。ブラム・ストーカーの『吸血鬼ドラキュラ』のモデルとなったヴラド3世(ツェペシュ)の弟。

## 生涯
バサラブ朝ドラクレシュティ家初代のワラキア公ヴラド2世とモルダヴィア公女ヴァシリッサの三男として生まれた。長兄はミルチャ2世、次兄はヴラド3世(ツェペシュ)。その他の兄弟として、父の庶子であるヴラド4世僧公とミルチャがいる。
1442年、ハンガリー王国摂政兼トランシルヴァニア侯フニャディ・ヤーノシュに追われたヴラド2世はオスマン帝国のスルタン・ムラト2世の元へ逃れたが、ムラト2世はかねてから忠誠に疑念を抱いていたヴラド2世を拘束した。この際、父と同行していた兄ヴラド3世と5歳のラドゥも共に人質となった。ヴラド2世は、スルタンへの忠誠を誓うことで翌年には釈放されて公位に復帰したが、ラドゥはヴラド3世と共に留め置かれ、エグリゴズに送られた。1448年、ヴラド3世は暗殺されたヴラド2世とミルチャ2世の跡を継いで公位に就くためワラキア帰還を許されたが、眉目秀麗なラドゥは、首都・エディルネに送られてムラト2世の小姓とされた。この頃、イスラム教スンニ派に改宗したとされる。
1462年、ラドゥは、ムラト2世を継いだスルタン・メフメト2世のワラキア侵略に随身した。ヴラド3世の奮戦によってオスマン軍が撤退した後もラドゥは、軍の一部を与えられてワラキア南部ブクレシュティに駐留し、公位を巡って兄と争った。北西部を支配し、オスマンとの戦争継続を主張するヴラド3世に対して、ラドゥは、南東部を支配し、オスマンとの協調を訴えることで地主貴族からの支持を集め、勢力を拡大した。10月、ヴラド3世がトランシルヴァニアに逃れたことで、ラドゥは単独のワラキア公となった。オスマンは、自国に友好的なラドゥが治めるワラキアの貢納金を以前の10000ドゥカートから8000ドゥカートへ減額し、パシャルク（直轄領）とはせず、一定の自治権を認めた。一方でラドゥは、オスマンと対立するカトリックの大国・ハンガリー王国国王のマーチャーシュ1世にも臣下として奉仕することを誓約することによってワラキアの安全を図った。一方、親オスマン政策によって、従兄のモルダヴィア公シュテファン3世とは対立し、1465年1月、以前からワラキア、モルダヴィア両公国間で帰属を巡って争いがあったドナウ河口の要衝・キリアを奪われた。
1473年11月、シュテファンは、自らが推すダネシュティ家のバサラブ3世ライオタをワラキア公位に就けることに成功し、ラドゥはオスマンに逃れた。この戦いの際に捕虜となったラドゥの娘・マリア・ヴォイキッツァは後にシュテファンの妻となった。しかし、ワラキア・オスマン連合軍を率いたラドゥは12月には公位を奪還し、以後、バサラブ3世、トランシルヴァニア貴族シュテファネス・バートリが支援するダネシュティ家のバサラブ4世ツェペルシュと三つ巴の公位争いを展開した。
1475年、バサラブ3世によって、4度目の公位から追われた。